# Pompéu
Pompéu este un oraș în Minas Gerais (MG), Brazilia.